# 暗斑锦鱼
暗斑锦鱼（学名：Thalassoma umbrostigma）为隆头鱼科锦鱼属的鱼类。分布于印度洋非洲沿岸至太平洋中部、北至日本、台湾岛以及南海诸岛等。